# Carmelo Ortega
Pour les articles homonymes, voir Ortega.
Carmelo Ortega, né le 7 juillet 1938 à Bejucal et mort le 12 juin 2016 à La Havane, est un ancien entraîneur cubain de basket-ball.

## Palmarès
- 3e des Jeux olympiques de 1972
- 3e des Jeux panaméricains de 1971